# ソブラジーニョダム
ソブラジーニョダム（Sobradinho Dam）は、ブラジルのバイーア州のソブラジーニョ市を流れるサン・フランシスコ川に建設された巨大な水力発電用ダムである。ダムは1982年に完成し、175 MWのフランシス水車発電機を6基使って電力を生成している。合計1,050 MWの発電容量を持つ。